# Breathe (banda británica)
Breathe fue una banda inglesa de pop rock formada en Londres en 1984.

## Carrera
Originalmente un quinteto llamado Catch 22, sus miembros eran amigos de la infancia que asistían juntos a la Yateley School en Hampshire. El cuarteto quedó finalmente conformado cuando Phill Harrison (bajo) se fue del grupo para sumarse a los bomberos. 
En 1984, el cantante David Glasper, el guitarrista Marcus Lillington, el baterista Ian "Spike" Spice y el bajista Michael "Mick" Delahunty comenzaron a trabajar en algunos demos o maquetas. Esas canciones fueron entregadas al sello Siren Records y les permitieron conseguir un contrato discográfico con A&M Records. 
Breathe publicó su álbum debut, All That Jazz, en abril de 1988. El disco contenía los dos más grandes éxitos del grupo, "How Can I Fall?" y "Hands to Heaven". La primera canción alcanzó el puesto 3 en el Billboard Hot 100, mientras la segunda ascendió hasta el casillero  2 en 1988 y al número 4 en el UK Singles Chart. "Hands" también rankeó en el resumen anual de Billboard de 1988, ubicándose en el puesto 9.
El bajista Michael Delahunty dejó el grupo en 1988 mientras Breathe estaba a punto de alcanzar la cima de su éxito. Los tres miembros restantes continuaron promocionando el álbum All That Jazz y sus sencillos. Luego, con esta misma formación lanzaron su segundo y último álbum de estudio, Peace of Mind, en agosto de 1990.
Su sonido era una combinación de jazz liviano con algo de pop y soul. Las ventas fueron pobres aun cuando muchas emisoras de radio llegaron a difundir algunas canciones de ese segundo disco. El grupo se separó en 1992 porque los sellos discográficos grandes ya no tenían intención de seguir promoviéndolo.
El baterista Ian "Spike" Spice murió en 2000. David Glasper ha publicado algunas canciones en YouTube estos últimos años. Marcus Lillington y Phil Harrison siguen tocando juntos en Stroke the Toad.

## Integrantes
- David Glasper (voz), nacido el 4 de noviembre de 1965 en Cardigan, Gales.
- Marcus Lillington (guitarra, teclados), nacido el 28 de febrero de 1967 en Londres.
- Spike (batería), nacido bajo el nombre de Ian Spice el 18 de septiembre de 1966. Falleció en 2000.
- Michael Delahunty (bajo), miembro de la banda entre 1984-1989.

## Otros
- Steve Price-Wardley (teclados), tecladista de sesión de la banda. Nació en Trinidad y Tobago y se educó en Charterhouse. Más tarde formaría un sello discográfico indie con Will Crichton-Stuart.
- Phill Harrison (bajo, guitarra), nacido el 29 de octubre de 1966. Bajista original, dejó el grupo antes de la grabación de All That Jazz. Phil publicó el álbum solista "Sunscape" en 2013.

## Discografía

### Álbumes de estudio
| All That Jazz                                       | - Fecha de lanzamiento: abril de 1988 - Sello: A&M - Formatos: CD, casete, LP                | 22 | 12 | 34  | - UK: Platino - US: Oro |
| Peace of Mind                                       | - Fecha de lanzamiento: 20 de agosto de 1990 - Sello: A&M Records - Formatos: CD, casete, LP | —  | —  | 116 |                         |
| "—" indica que ese álbum no apareció en las listas. |                                                                                              |    |    |     |                         |

### Sencillos
| 1986 | "Don't Tell Me Lies" (lanzamiento original)   | 77 | —  | — | —  | —  | —  | —  | All That Jazz |
| 1987 | "Hands to Heaven"                             | 4  | 29 | 4 | 10 | 14 | 2  | 2  | All That Jazz |
| 1988 | "Jonah"                                       | 60 | —  | — | —  | —  | —  | —  | All That Jazz |
| 1988 | "How Can I Fall?"                             | 48 | —  | — | —  | —  | 3  | 1  | All That Jazz |
| 1989 | "Don't Tell Me Lies" (reedición)              | 45 | —  | — | —  | —  | 10 | 5  | All That Jazz |
| 1989 | "Any Trick" (solamente en los Estados Unidos) | x  | x  | x | x  | x  | —  | —  | All That Jazz |
| 1989 | "All This I Should Have Known"                | —  | —  | — | —  | —  | —  | 34 | All That Jazz |
| 1990 | "Say Hello"                                   | 87 | —  | — | —  | —  | —  | —  | Peace of Mind |
| 1990 | "Say a Prayer"                                | 93 | —  | — | —  | —  | 21 | 3  | Peace of Mind |
| 1991 | "Does She Love That Man?"                     | —  | —  | — | —  | —  | 34 | 17 | Peace of Mind |
| "—" indica que ese sencillo no apareció en las listas, "x" indica que ese sencillo no fue lanzado en ese país. |                                               |    |    |   |    |    |    |    |               |